# West Leipsic (Ohio)
Pour les articles homonymes, voir West Leipsic.
West Leipsic est un village américain situé dans le comté de Putnam, dans l'Ohio. Selon le recensement de 2010, sa population est de 206 habitants.